# Antonín Tomaník
Antonín Tomaník (* 16. února 1945, Zlín) je bývalý český hokejový obránce.

## Hokejová kariéra
V československé lize hrál za TJ Gottwaldov. Odehrál 5 ligových sezón, nastoupil ve 107 ligových utkáních, dal 8 gólů a měl 4 asistence.

## Klubové statistiky
| Sezona    | Klub          | Soutěž  | Základní část | Základní část | Základní část | Základní část | Základní část |
| Sezona    | Klub          | Soutěž  | Z             | G             | A             | B             | TM            |
| --------- | ------------- | ------- | ------------- | ------------- | ------------- | ------------- | ------------- |
| 1966/1967 | TJ Gottwaldov | 1. liga | 23            | 1             | 1             | 2             | 4             |
| 1967/1968 | TJ Gottwaldov | 1. liga | 14            | 1             | 1             | 2             | -             |
| 1968/1969 | TJ Gottwaldov | 1. liga | 24            | 3             | 0             | 3             | -             |
| 1969/1970 | TJ Gottwaldov | 1. liga | 27            | 3             | 2             | 5             | -             |
| 1970/1971 | TJ Gottwaldov | 2. liga | -             | -             | -             | -             | -             |
| 1971/1972 | TJ Gottwaldov | 1. liga | 19            | 0             | 0             | 0             | -             |